# Wereldkampioenschap wegrace 1949
Het wereldkampioenschap wegrace seizoen 1949 was het eerste FIM-wereldkampioenschap wegrace. Het seizoen bestond uit zes Grand Prix-wedstrijden in vijf klassen: 500 cc, 350 cc, 250 cc, 125 cc en zijspan 600 cc. Het seizoen begon op 17 juni met de TT van Man en eindigde met de Grand Prix der Naties op 4 september.

## FIM
Na de Tweede Wereldoorlog duurde het nog enkele jaren voordat er op Europees niveau weer met motorfietsen geracet kon worden. De oorzaak lag in de schade die verschillende fabrieken hadden opgelopen en in de beperkte beschikbaarheid van rubber voor banden en bruikbare, klopvaste benzine. Permanente circuits waren nog zeldzaam. Ook het Circuit van Drenthe en het Circuit de Spa Francorchamps waren nog stratencircuits en het Autodromo Nazionale di Monza was het enige permanente circuit op de kalender. De Fédération Internationale des Clubs Motocyclistes (FICM) moest haar regels gaan aanpassen aan de wensen van nationale bonden. Vooral de Britse Auto-Cycle Union drong aan op een verbod op het gebruik van compressoren en het verbieden van deelname door Duitsland. In 1947 was het Europees kampioenschap wegrace weer opgestart.

## Merken/teams
De Britse merken gebruikten veelal nog vooroorlogse racers en dat deden ook veel privérijders. De 500cc-klasse werd uitgevochten tussen Britse en Italiaanse merken, terwijl de 350cc-klasse Brits- en de lichtste klassen Italiaans gekleurd waren.
- AJS: AJS richtte zich vooral op de 500cc-klasse. Direct na de oorlog deed het dat nog met de AJS V4 met compressor, maar na het compressorverbod begon Joe Craig aan de ontwikkeling van de watergekoelde tweecilinder Sunbeam E90S[1] zonder compressor. Deze machine kwam uiteindelijk als AJS E90 op het circuit, nadat ze door Matt Wright doorontwikkeld was en luchtkoeling had gekregen. Ze woog 140 kg en leverde ongeveer 50 pk. Daarmee was ze zwaarder en minder sterk dan de Gilera 500 4C, maar de AJS stuurde veel beter. Voor de 350cc-klasse had AJS een nieuwe racer ontwikkeld, de AJS Boy Racer. Deze machine ontstond omdat verkoopdirecteur Jock West vond dat er naast de 500cc-racer ook een 350cc-productieracer moest komen. De machine was nog grotendeels gebaseerd op de vooroorlogse AJS 7R en Eric McPherson, Reg Armstrong, Les Graham en Bill Doran legden het dan ook af tegen de Velocette KTT van Freddie Frith.
- Benelli: Ook Benelli had zich voor de oorlog toegelegd op een viercilinder 250cc-compressormotor, maar in 1949 kwam men uit met een 250cc-eencilinder met dubbele bovenliggende nokkenas, de Benelli 250 Bialbero. Dario Ambrosini won de GP des Nations en werd tweede in het wereldkampioenschap.
- BMW: De Duitsers waren nog uitgesloten van deelname aan de Grands Prix, maar op privébasis kwamen er toch enkele BMW's aan de start. Vooral Nederlandse coureurs gebruikten BMW R 51's: Hub Pellikaan, Piet Knijnenburg en Gerard Hoek. In de zijspanklasse gebruikte Roland Benz een BMW-blok, gebaseerd op de BMW R 66.
- Excelsior: Excelsior had geen fabrieksteam, maar enkele coureurs zetten in de 250cc-klasse nog vooroorlogse Excelsior Manxman's in.
- Mondial: Mondial was het beste voorbereid op de 125cc-klasse, die feitelijk nieuw was. De laatste keer dat deze klasse was verreden was tijdens het Europees kampioenschap van 1928 en ook de vervangende 175cc-klasse was in 1936 voor het laatst ingezet. Mondial had al in 1948 een nieuwe 125cc-viertakt ontwikkeld, de Mondial 125 Bialbero, terwijl de concurrentie zich nog richtte op tweetaktmotoren. Met Nello Pagani won Mondial dan ook de wereldtitel.
- Gilera: Gilera had al de Gilera Saturno Competizione, een 36pk-sterke eencilinder die in het wereldkampioenschap kansloos zou zijn (een Norton Manx leverde in 1939 al 50 pk). Daarom had men de viercilinder Gilera 500 4C ontwikkeld. Die leverde ook 50 pk maar woog maar 124 kg, terwijl de Norton 142 kg woog en de AJS E90 140 kg. Er ontstond echter onenigheid over het stuurgedrag van de machine tussen ontwerper Piero Remor en topcoureur Nello Pagani. Remor maakte de fout Pagani voor straf op de Saturno te laten beginnen, ten voordele van Arciso Artesiani, die wel de viercilinder kreeg. Directeur Giuseppe Gilera greep in, gaf Pagani zijn viercilinder terug en ontsloeg Remor aan het einde van het seizoen. Intussen was Pagani in de GP van Zwitserland kansloos geweest en dat kostte hem de wereldtitel.
- Morini: Morini haakte in op de viertaktontwikkeling van Mondial en bracht ook een eencilinder uit, maar Renato Magi en Umberto Masetti werden slechts tweede en derde.
- Moto Guzzi: Moto Guzzi had in 1939 de Moto Guzzi Albatros uitgebracht, een eencilinder met slechts twee kleppen die zowel als fabrieksracer als productieracer werd gebruikt. In 1947 had men Antonio Micucci opdracht gegeven een nieuwe fabrieksracer te ontwikkelen, de Moto Guzzi Bicilindrica 250, een peperdure machine met elektron remtrommels en carter, een hydronalium-frame, dubbele bovenliggende nokkenassen, twee cilinders en cilinderkoppen van aluminiumbrons. De machine bleek echter relatief zwaar en stuurde slecht. Daarom bleef het bij twee prototypen en greep Guzzi terug op de vertrouwde Albatros. Dat bleek terecht. Moto Guzzi won drie GP's, maar wel met verschillende coureurs: Bruno Ruffo, Manliff Barrington en Maurice Cann.
- MV Agusta: MV Agusta was nog niet het grote merk dat het in de jaren vijftig zou gaan worden. Nu richtte het zich op de 125cc-klasse, maar daarvoor gebruikte het nog de oude tweetaktracer die tot ca. 10 pk was opgevoerd. Carlo Ubbiali kwam niet verder dan de vierde plaats in het kampioenschap, achter de viertaktracers van Mondial en Morini.
- Norton: Norton had in 1949 nog geen fabrieksteam. We stelde men gratis machines ter beschikking aan Artie Bell, Harold Daniell en Johnny Lockett. Het waren nog de 350cc-Norton M40 en de 500cc-Norton M30 met het oude Garden gate frame, die het in de North West 200, de Manx Grand Prix en de TT van Man steeds goed hadden gedaan, maar daar kwamen de fabrieksracers van AJS en Gilera niet aan de start. Nu die concurrentie er wel was bleken de Norton Manx's tekort te komen. In de zijspanklasse hadden Eric Oliver en Denis Jenkinson geen problemen met het oude frame. Zij wonnen met hun Norton-Watsonian-combinatie de eerste twee GP's en waren daarmee al wereldkampioen. In de 250cc-klasse was Ronald Mead een buitenbeentje. Hij eindigde met zijn Mead-Norton op de derde plaats, maar deze machine moet een stukje huisvlijt zijn geweest. Norton had helemaal geen 250cc-racers en zelfs geen 250cc-toermachines.
- Velocette: Ernie Lyons, Freddie Frith en Ken Bills gebruikten in de 500cc-klasse de vooroorlogse Velocette MT 500, maar waren kansloos. In de 350cc-klasse was het heel anders. Daar werd de eveneens voorlogse Velocette KTT Mk VIII onklopbaar. Frith was er in 1948 al Europees kampioen mee geworden en won in dit jaar alle races.

## Coureurs
- Maurice Cann reed slechts één Grand Prix, de Ulster Grand Prix, die hij ook won. Dat was opmerkelijk, want hij was in 1948 ook al Europees kampioen 250 cc geworden. Nu eindigde hij in het wereldkampioenschap slechts als vierde.
- Freddie Frith was met zijn Velocette KTT Mk VIII niet te kloppen. Hij was in 1948 al Europees kampioen 350 cc geworden en won niet alleen alle races in 1949, maar reed ook overal de snelste ronde. Dat hij het maximum puntenaantal met een half punt miste kwam doordat hij in de GP van België precies even snel was als teamgenoot Bob Foster.
- Les Graham had enorm veel geluk dat hij zijn AJS E90 in de TT van Man als tiende over de streep duwde. Daardoor werd hij geclassificeerd en telde zijn snelste ronde in die race. Het extra punt dat hij daarvoor kreeg leverde hem uiteindelijk de wereldtitel op.
- Ronald Mead eindigde het wereldkampioenschap 250 cc als derde met een Norton. Deze "Mead-Norton" had hij waarschijnlijk zelf aangepast, want Norton had nog geen 250cc-modellen.
- Eric Oliver en Denis Jenkinson hadden met hun Norton-Watsonian-combinatie geen enkele moeite met de concurrentie in de zijspanklasse. Oliver startte zelfs ook nog af en toe in een soloklasse. Journalist/schrijver Denis Jenkinson stapte in zijn zijspan omdat dat hem de mogelijkheid gaf te racen zonder financiële middelen.
- Nello Pagani was zeker wereldkampioen geworden als hij vanaf het begin de beschikking had gehad over de Gilera 500 4C. Hij had echter ruzie met constructeur Piero Remor die hem de eerste wedstrijd op de kansloze eencilinder Gilera Saturno liet rijden. In de 125cc-klasse had hij geen moeite met teamperikelen. Daarin reed hij voor Mondial, won hij twee van de drie races en werd hij wereldkampioen.
- Bruno Ruffo won maar één Grand Prix, maar scoorde ook nog een tweede en een vierde plaats en daarmee werd hij wereldkampioen 250 cc.

### Overleden
- Op 13 juni verongelukte Ben Drinkwater tijdens de TT van Man.
- Op 17 juli verongelukte het zijspanduo Edouard Bruylant/Hurst tijdens de GP van België. Hurst overleed ter plaatse, Bruylant enkele dagen later in het ziekenhuis.

## Puntentelling
Punten werden vergeven aan de vijf best geklasseerde coureurs met een extra punt voor de finisher met de snelste ronde.
|         | 1e | 2e | 3e | 4e | 5e | snelste ronde |
| ------- | -- | -- | -- | -- | -- | ------------- |
| Punten: | 10 | 8  | 7  | 6  | 5  | 1             |

### Aantal (tellende) wedstrijden
In de 500cc-klasse werden zes, in de 350cc-klasse vijf, in de 250cc-klasse vier, in de 125cc-klasse drie en in de zijspanklasse drie wedstrijden gepland. Bij de 350- en de 500cc-klasse telden de beste drie resultaten, in alle andere klassen telden alle resultaten mee.
|         | Races | Tellend |
| ------- | ----- | ------- |
| 125 cc  | 3     | 3       |
| 250 cc  | 4     | 4       |
| 350 cc  | 5     | 3       |
| 500 cc  | 6     | 3       |
| zijspan | 3     | 3       |

## Races
Isle of Man TT
Deze eerste WK-race werd bezocht door de hertog van Edinburgh, die het startsein voor de Senior TT gaf. De Italiaanse teams schitterden door afwezigheid. Hoewel er wel Britse en Ierse coureurs voor Moto Guzzi aantraden (zij kenden het circuit beter) bleven de Italianen Gianni Leoni, Claudio Mastellari, Bruno Ruffo en Bruno Bertacchini weg. Alleen Enrico Lorenzetti kwam naar Man. Gilera verscheen helemaal niet. Benelli stuurde Dario Ambrosini, maar Umberto Masetti bleef thuis. In de Clubman (amateur)-races debuteerden twee toekomstige kampioenen: Geoff Duke en Bill Lomas.
GP van Zwitserland
Omdat de Italiaanse teams het in de TT van Man grotendeels hadden laten afweten, was dit de eerste echte internationale ontmoeting van topteams en -coureurs sinds de wedstrijden om het Europees kampioenschap aan het einde van de jaren dertig. Er werd vooral veel verwacht van de viercilinder Gilera 500 4C, die sterker en lichter was dan de Britse Norton Manx. De Italianen hadden ook - meer dan de Britten - energie gestoken in de ontwikkeling van compressormotoren, maar die had de FICM verboden, waardoor dat werk waardeloos was geworden.
Dutch TT
De TT van Assen was pas de derde GP van 1949, maar leverde met Freddie Frith meteen de eerste wereldkampioen in de geschiedenis op.
GP van België
In de 350cc-klasse was Freddie Frith al wereldkampioen en de wereldtitel in de zijspanklasse werd hier beslist. Tijdens de zijspanrace verongelukten de Belgische coureur Edouard Bruylant en zijn Britse bakkenist Hurst.
Ulster Grand Prix
De Ulster Grand Prix week af van de overige GP's doordat alle klassen tegelijk reden. Daarom moest een aantal coureurs een keuze maken, omdat ze normaal in twee klassen reden. Het was ook de langste GP van de kalender, bijna 400 km voor de 500cc-klasse. In de 250cc-klasse kwam Maurice Cann voor het eerst aan de start. Dat was opmerkelijk, want hij was in 1948 Europees kampioen 250 cc geworden en was tweevoudig winnaar van de Lightweight TT. Freddie Frith won zijn vijfde WK-race op rij, maar eigenlijk zijn zesde GP op rij, want hij was in 1948 Europees kampioen 350 cc op het Clady Circuit geworden.
GP des Nations
In de GP des Nations werden de wereldtitels in de 250- en de 500cc-klasse beslist, maar ze eindigde in verwarring omdat de Italianen de reglementen niet goed vertaald hadden. Daardoor dachten ze dat Nello Pagani wereldkampioen 500 cc was geworden. Dan zou hij dubbelkampioen zijn geweest, want hij won ook de 125cc-klasse.

## 500cc-klasse
Isle of Man TT
In de 500cc-klasse werd veel verwacht van de Norton Manx, mede omdat Gilera helemaal niet afreisde naar het eiland Man. De Gilera 500 4C was op papier echter de beste met zijn 124 kg en 50 pk. In de Senior TT waren de Nortons van Harold Daniell en Johnny Lockett superieur, terwijl de derde plaats werd ingenomen door Ernie Lyons met een Velocette. Zij dankten hun resultaten echter vooral aan de pech van anderen. Aanvankelijk leidden AJS-rijders Les Graham en Ted Frend vóór Bob Foster met de Moto Guzzi Gambalunga. Frend viel in de vierde ronde bij Glen Helen en Foster's koppeling gaf even later de geest bij Sulby, waardoor Daniell opschoof naar de tweede plaats. Graham werd geconfronteerd met de nog steeds slechte betrouwbaarheid van de ontstekingsmagneet van zijn AJS E90 Porcupine, die kort voor de finish stil viel. Dat Graham zijn machine toch nog (als tiende) over de streep wist te duwen was achteraf zeer belangrijk, want daardoor telde het extra punt dat hij voor de snelste ronde kreeg mee in de eindstand van het WK. Die snelste ronde was feitelijk gereden door Foster, maar werd hem niet toegekend omdat hij de finish niet bereikte.
GP van Zwitserland
25 rijders startten in de 500cc-klasse, waarvan er slechts 14 de finish haalden. Ted Frend, die zich al als snelste had gekwalificeerd, reed ook de snelste ronde, wat hem een extra punt had opgeleverd als hij de finish had gehaald. Dat gebeurde echter niet en het punt ging nu naar winnaar Les Graham. Tweede werd Arciso Artesiani met de Gilera 500 4C, voor Harold Daniell en Nello Pagani, die ruzie had met constructeur Piero Remor en die daarom voor straf met de eencilinder Gilera Saturno moest aantreden.
Dutch TT
Artie Bell was in de trainingen de snelste geweest, maar in de race kwam hij niet verder dan de vierde plaats, ruim twee minuten achter winnaar Nello Pagani, die ook de 125cc-race al gewonnen had. Pagani was het seizoen begonnen op een eencilinder-Gilera Saturno omdat hij ruzie had met constructeur Piero Remor. Na zijn teleurstellende resultaat in de Grand Prix van Zwitserland greep directeur Giuseppe Gilera in. Hij gaf Pagani zijn viercilinder Gilera 500 4C terug en dat werkte. Dat moest ook wel, want Gilera was niet naar de TT van Man gereisd en daardoor hadden Harold Daniell en Les Graham al een behoorlijke voorsprong. Pagani reed ook de snelste ronde, wat hem een extra punt opleverde. Nu Daniell geen punten scoorde liep Pagani flink in en met nog twee races te gaan had hij met zijn Gilera, sneller en lichter dan de AJS Porcupine van Graham, goede kansen op de wereldtitel.
GP van België
De 500cc-race in België eindigde bijzonder spannend, met drie rijders binnen één seconde. Uiteindelijk bepaalde de finishfoto dat Bill Doran de winnaar was, 0,002 seconde voor Arciso Artesiani. De grootste winnaars waren echter de Gilera-coureurs, want omdat de WK-leiders Les Graham en Harold Daniell niet scoorden schoven Artesiani en Nello Pagani op naar de eerste twee plaatsen in het wereldkampioenschap. Artesiani kreeg ook nog het extra punt voor de snelste ronde. Enrico Lorenzetti, in zijn enige 500 cc WK-race van het jaar, werd derde met een Moto Guzzi. Van de 34 ingeschreven rijders haalden slechts 16 de finish.
Ulster Grand Prix
Nadat hij in de GP van België was uitgevallen, zette Les Graham in Ulster de zaken weer recht. Zijn AJS E90 was zo snel, dat Artie Bell ruim anderhalve minuut achterstand opliep. Nello Pagani werd derde en behield daardoor zijn tweede plaats in het kampioenschap, maar Arciso Artesiani viel uit en zakte naar de derde plaats. De Gilera-coureurs hadden nog steeds last van hun slecht sturende Gilera 500 4C's. Freddie Frith kon niet in de 500cc-klasse meedoen omdat hij in de 350cc-klasse moest rijden. Hij behield echter zijn (gedeelde) tiende plaats in het wereldkampioenschap.
GP des Nations
Na de overwinning van Nello Pagani in de 500cc-race en het uitvallen van Les Graham dacht men bij Gilera dat de wereldtitel binnen was. In totaal had Pagani nu 40 punten gescoord, waarvan er 11 moesten worden afgetrokken (de streepresultaten). Graham had slechts 31 punten gescoord, maar daar hoefde er maar 1 van afgetrokken te worden. Zo kwam Pagani op 29 punten en Graham op 30. De rekenfout van Gilera zat in de extra punten voor het rijden van de snelste ronde. Volgens hen (die het reglement niet goed hadden vertaald) waren die snelle ronden gereden door Bob Foster (TT van Man), Ted Frend (GP van Zwitserland), Nello Pagani (TT van Assen en GP des Nations), Arciso Artesiani (GP van België) en Les Graham (Ulster Grand Prix). Zo gerekend had Graham slechts 28 punten, Pagani 29. De snelste ronden op het eiland Man en in Zwitserland waren echter ook aan Graham toegekend omdat Foster en Frend de finish niet gehaald hadden. Dat gaf Graham twee punten extra. De race zelf eindigde met een fotofinish, want Pagani won maar net van teamgenoot Arciso Artesiani. Dat was best vreemd, want als men bij Gilera dacht dat Pagani wereldkampioen ging worden, had dat door toedoen van Artesiani nog kunnen mislukken. Mogelijk was dit het gevolg van het feit dat Gilera al uit twee kampen bestond: het kamp van directeur Giuseppe Gilera, constructeur Piero Taruffi en Nello Pagani enerzijds en het kamp van constructeur Piero Remor en Arciso Artesiani anderzijds.

### Uitslagen 500cc-klasse
|   | Datum       | Race               | Circuit           | 1e             | 2e               | 3e                | Snelste ronde    |
| - | ----------- | ------------------ | ----------------- | -------------- | ---------------- | ----------------- | ---------------- |
| 1 | 17 juni     | Isle of Man TT     | Mountain Course   | Harold Daniell | Johnny Lockett   | Ernie Lyons       | Les Graham       |
| 2 | 3 juli      | GP van Zwitserland | Bremgarten        | Les Graham     | Arciso Artesiani | Harold Daniell    | Les Graham       |
| 3 | 9 juli      | Dutch TT           | Assen             | Nello Pagani   | Les Graham       | Arciso Artesiani  | Nello Pagani     |
| 4 | 17 juli     | GP van België      | Spa-Francorchamps | Bill Doran     | Arciso Artesiani | Enrico Lorenzetti | Arciso Artesiani |
| 5 | 20 augustus | Ulster Grand Prix  | Clady             | Les Graham     | Artie Bell       | Nello Pagani      | Les Graham       |
| 6 | 4 september | GP des Nations     | Monza             | Nello Pagani   | Arciso Artesiani | Bill Doran        | Nello Pagani     |

### Eindstand 500cc-klasse
| Pos. | Coureur          | Motorfiets | Ptn.    |
| ---- | ---------------- | ---------- | ------- |
| 1    | Les Graham       | AJS        | 30 (31) |
| 2    | Nello Pagani     | Gilera     | 29 (40) |
| 3    | Arciso Artesiani | Gilera     | 25 (32) |
| 4    | Bill Doran       | AJS        | 23      |
| 5    | Artie Bell       | Norton     | 20 (26) |
| 6    | Harold Daniell   | Norton     | 17      |
| 7    | Johnny Lockett   | Norton     | 13      |

| Pos. | Coureur           | Motorfiets | Ptn. |
| ---- | ----------------- | ---------- | ---- |
| 8    | Enrico Lorenzetti | Moto Guzzi | 7    |
| 8    | Ernie Lyons       | Velocette  | 7    |
| 10   | Guido Leoni       | Moto Guzzi | 6    |
| 11   | Bruno Bertacchini | Moto Guzzi | 5    |
| 11   | Freddie Frith     | Velocette  | 5    |
| 11   | Syd Jensen        | Triumph    | 5    |
| 11   | Jock West         | AJS        | 5    |

(Punten tussen haakjes zijn inclusief streepresultaten)

### Constructeurstitel 500cc-klasse
| Pos. | Constructeur | Ptn.    |
| ---- | ------------ | ------- |
| 1    | AJS          | 32 (48) |
| 2    | Gilera       | 31 (46) |
| 3    | Norton       | 25 (37) |
| 4    | Velocette    | 12      |
| 5    | Moto Guzzi   | 6       |
| 6    | Triumph      | 5       |

(Punten tussen haakjes zijn inclusief streepresultaten)

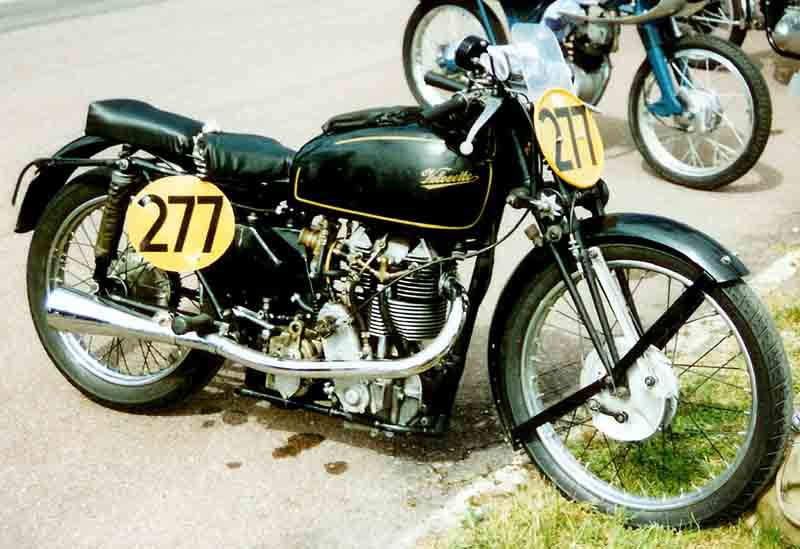
Velocette KTT Mk VIII

## 350cc-klasse
De 350cc-klasse was in 1949 nog een volledig Britse aangelegenheid, maar zelfs de Britten hadden eigenlijk maar één fabrieksracer voor deze klasse, de Velocette KTT Mk VIII. Die werd o.a. bereden door Freddie Frith, die er in 1948 al de Junior TT mee had gewonnen en Europees kampioen was geworden. De AJS 7R en de Norton 40M waren als productieracer bedoeld en minder snel dan de Velocette. Frith won dan ook alle WK-races en werd uiteraard wereldkampioen. Reg Armstrong werd tweede met een AJS 7R en Bob Foster werd met een Velocette derde.
Isle of Man TT
Hoewel de Velocettes favoriet waren gingen na de eerste ronde twee AJS-rijders aan kop, met Les Graham negentien seconden voor Bill Doran. In de tweede ronde ging Grahams koppeling stuk, waardoor de overwinning naar Doran leek te gaan. Dan zou AJS voor het eerst sinds 1930 een TT-race winnen, maar bij de Gooseneck ging Dorans versnellingsbak stuk en zo won Freddie Frith voor Ernie Lyons en waren de eerste twee plaatsen alsnog voor Velocette. Frith kreeg bovendien het extra punt voor de snelste ronde. Ben Drinkwater, een 39-jarige seinwachter uit Bacup, probeerde net voorbij Cronk Bane Farm een botsing met een andere deelnemer te vermijden en daardoor raakte hij een talud. Hij viel in de buurt van de 11e mijlpaal en was op slag dood.
GP van Zwitserland
Freddie Frith won zijn tweede Grand Prix op rij, maar hij had slechts vier seconden voorsprong op de AJS-rijders Les Graham en Bill Doran. Frith kreeg ook het extra punt voor de snelste ronde 20 coureurs haalden de finish.
Dutch TT
Nog steeds stond er geen maat op Freddie Frith en de Velocette KTT, die eigenlijk nog van voor de Tweede Wereldoorlog stamde. Naaste concurrent was Reg Armstrong, die met de nieuwe AJS 7R op de tweede plaats in het kampioenschap stond, maar alleen een vijfde en een vierde plaats had gescoord, terwijl Frith beide voorgaande races gewonnen had. In Assen bleef teamgenoot Bob Foster (wellicht opzettelijk) bijna twee seconden achter Frith, die daardoor de allereerste wereldkampioen in de geschiedenis werd. Nog steeds stond Armstrong - die in Assen niet scoorde - op de tweede plaats en hij kon theoretisch nog op hetzelfde puntenaantal komen, maar Frith had nu drie overwinningen en die kon Armstrong niet meer evenaren.
GP van België
Voor de vierde keer op rij won Freddie Frith met de snelste ronde een Grand Prix. Het hielp hem echter niet aan punten, want van de vijf races golden slechts drie resultaten en Frith had het maximale aantal punten al bereikt. Daarom deed Bob Foster met de tweede plaats goede zaken, want hij klom van de gedeelde derde plaats naar de tweede plaats in het wereldkampioenschap. Hij reed de snelste ronde in exact dezelfde tijd als Frith, 5 minuten en 36,7 seconden, waardoor het extra punt gedeeld werd. Achttien coureurs haalden de finish, waaronder zijspancoureur Eric Oliver, die zevende werd. Oliver was ook al in twee klassen van de TT van Man aan de start gekomen.
Ulster Grand Prix
De 350cc-race werd een groot succes voor Velocette, met vier rijders onder de eerste vijf. Freddie Frith won zijn vijfde Grand Prix, wat hem geen extra punten opleverde, want doordat hij twee resultaten moest doorstrepen kon hij niet meer scoren dan de 33 punten die hij al had. Reg Armstrong deed met zijn AJS 7R goede zaken. Door zijn derde plaats klom hij van de vijfde naar de tweede plaats in het wereldkampioenschap.

### Uitslagen 350cc-klasse
|   | Datum       | Race               | Circuit           | 1e            | 2e           | 3e             | Snelste ronde               |
| - | ----------- | ------------------ | ----------------- | ------------- | ------------ | -------------- | --------------------------- |
| 1 | 12 juni     | Isle of Man TT     | Mountain Course   | Freddie Frith | Ernie Lyons  | Artie Bell     | Freddie Frith               |
| 2 | 3 juli      | GP van Zwitserland | Bremgarten        | Freddie Frith | Les Graham   | Bill Doran     | Freddie Frith               |
| 3 | 9 juli      | Dutch TT           | Assen             | Freddie Frith | Bob Foster   | Johnny Lockett | Freddie Frith               |
| 4 | 17 juli     | GP van België      | Spa-Francorchamps | Freddie Frith | Bob Foster   | Johnny Lockett | Freddie Frith en Bob Foster |
| 5 | 20 augustus | Ulster Grand Prix  | Clady             | Freddie Frith | Charlie Salt | Reg Armstrong  | Freddie Frith               |

### Eindstand 350cc-klasse
| Pos. | Coureur         | Motorfiets | Ptn.      |
| ---- | --------------- | ---------- | --------- |
| 1    | Freddie Frith   | Velocette  | 33 (54,5) |
| 2    | Reg Armstrong   | AJS        | 18        |
| 3    | Bob Foster      | Velocette  | 16,5      |
| 4    | Eric McPherson  | AJS        | 16        |
| 5    | Johnny Lockett  | Norton     | 14        |
| 6    | David Whitworth | Velocette  | 12        |

| Pos. | Coureur        | Motorfiets | Ptn. |
| ---- | -------------- | ---------- | ---- |
| 7    | Les Graham     | AJS        | 8    |
| 7    | Ernie Lyons    | Velocette  | 8    |
| 7    | Charlie Salt   | Velocette  | 8    |
| 10   | Bill Doran     | AJS        | 7    |
| 10   | Artie Bell     | Norton     | 7    |
| 12   | Harold Daniell | Norton     | 6    |
| 13   | Tommy Wood     | Velocette  | 5    |
| 13   | Frank Fry      | Velocette  | 5    |

(Punten tussen haakjes zijn inclusief streepresultaten)

### Constructeurstitel 350cc-klasse
| Pos. | Constructeur | Ptn.    |
| ---- | ------------ | ------- |
| 1    | Velocette    | 33 (55) |
| 2    | AJS          | 30      |
| 3    | Norton       | 21      |

(Punten tussen haakjes zijn inclusief streepresultaten)

## 250cc-klasse
Isle of Man TT
In de Lightweight TT waren er geen verrassingen. Al jaren was de Moto Guzzi Albatros de te kloppen machine en dat was dit jaar weer zo. Manliff Barrington en Tommy Wood pakten de eerste twee plaatsen, wat nog makkelijker werd nadat Dario Ambrosini bij Governor's Bridge gevallen was. Het extra punt voor de snelste ronde ging naar Tommy Wood.
GP van Zwitserland
In de 250cc-race ontmoetten de Italianen en de Britten elkaar voor het eerst. Bruno Ruffo won met ruime voorsprong op Dario Ambrosini, maar Fergus Anderson reed de snelste ronde. Omdat Manliff Barrington (winnaar van de Lightweight TT) niet scoorde stond hij nu samen met Ruffo aan de leiding van het kampioenschap. 16 coureurs kwamen aan de start, waarvan er 12 de finish haalden.
Ulster Grand Prix
Maurice Cann kwam pas in de Ulster Grand Prix voor het eerst aan de start en hij won meteen mét de snaelste ronde. Het bracht hem meteen op de derde plaats in de kampioensstrijd, maar Bruno Ruffo bleef dankij de tweede plaats (twee minuten achter Cann) ruim aan de leiding.
GP des Nations
Dario Ambrosini won de 250cc-race met grote voorsprong, maar hij kon alleen nog wereldkampioen worden als Bruno Ruffo niet zou scoren. Ruffo werd echter vierde. Ronald Mead en Maurice Cann kwamen niet in de uitslagenlijst voor, waardoor Ambrosini wel op de tweede plaats in het kampioenschap eindigde.

### Uitslagen 250cc-klasse

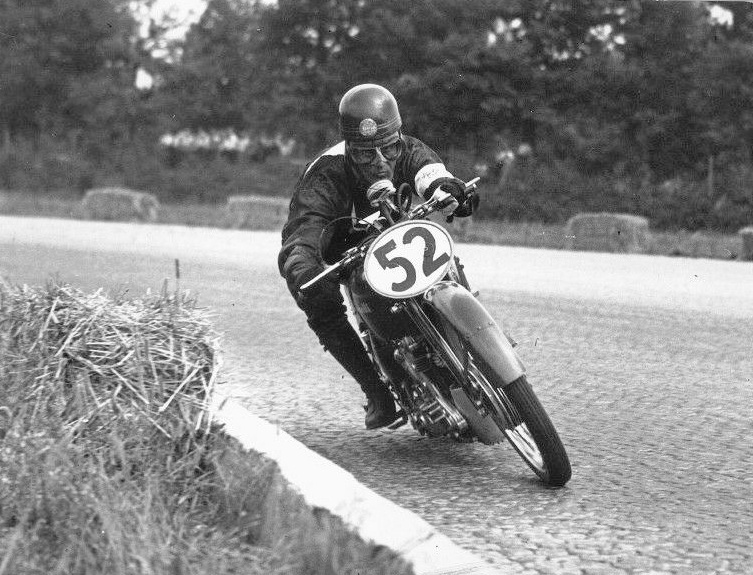
Dario Ambrosini (Benelli 250 cc) op weg naar de overwinning tijdens de GP des Nations op Monza

|   | Datum       | Race               | Circuit         | 1e                 | 2e              | 3e              | Snelste ronde   |
| - | ----------- | ------------------ | --------------- | ------------------ | --------------- | --------------- | --------------- |
| 1 | 17 juni     | Isle of Man TT     | Mountain Course | Manliff Barrington | Tommy Wood      | Roland Pike     | Tommy Wood      |
| 2 | 2 juli      | GP van Zwitserland | Bremgarten      | Bruno Ruffo        | Dario Ambrosini | Fergus Anderson | Fergus Anderson |
| 3 | 20 augustus | Ulster Grand Prix  | Clady           | Maurice Cann       | Bruno Ruffo     | Ronald Mead     | Maurice Cann    |
| 4 | 4 september | GP des Nations     | Monza           | Dario Ambrosini    | Gianni Leoni    | Umberto Masetti | Dario Ambrosini |

### Eindstand 250cc-klasse
| Pos. | Coureur            | Motorfiets  | Ptn. |
| ---- | ------------------ | ----------- | ---- |
| 1    | Bruno Ruffo        | Moto Guzzi  | 24   |
| 2    | Dario Ambrosini    | Benelli     | 19   |
| 3    | Ronald Mead        | Mead-Norton | 13   |
| 4    | Maurice Cann       | Moto Guzzi  | 11   |
| 5    | Claudio Mastellari | Moto Guzzi  | 11   |
| 6    | Manliff Barrington | Moto Guzzi  | 10   |
| 7    | Tommy Wood         | Moto Guzzi  | 9    |

| Pos. | Coureur             | Motorfiets | Ptn. |
| ---- | ------------------- | ---------- | ---- |
| 8    | Fergus Anderson     | Moto Guzzi | 8    |
| 8    | Gianni Leoni        | Moto Guzzi | 8    |
| 10   | Umberto Masetti     | Benelli    | 7    |
| 10   | Roland Pike         | Rudge      | 7    |
| 12   | George Reeve        | Rudge      | 6    |
| 13   | Doug Beasley        | Excelsior  | 5    |
| 13   | Benoît Musy         | Moto Guzzi | 5    |
| 15   | Svend-Aage Sørensen | Excelsior  | 5    |

### Constructeurstitel 250cc-klasse
| Pos. | Constructeur | Ptn.    |
| ---- | ------------ | ------- |
| 1    | Moto Guzzi   | 33 (41) |
| 2    | Benelli      | 19      |
| 3    | Rudge        | 13      |
| 3    | Norton       | 13      |
| 5    | Excelsior    | 10      |

(Punten tussen haakjes zijn inclusief streepresultaten)

## 125cc-klasse
Ook in de 125cc-klasse gaven de Italiaanse racers nog de toon aan. Mondial had al in 1948 een viertaktracer ontwikkeld terwijl de rest van de wereld in deze klasse nog met tweetaktmotoren racete. Daarmee had men zich in de kaarten laten kijken, want in 1949 had ook de concurrentie van Morini een viertaktracer klaar. MV Agusta kwam niet verder dan het tot ca. 10 pk opvoeren van haar tweetaktracer. Op het Eiland Man werd nog niet met 125cc-machines gereden, waardoor deze klasse slechts drie wedstrijden kende. Nello Pagani stelde zijn wereldtitel meteen veilig door met zijn Mondial de eerste twee GP's (Zwitserland en Assen) te winnen. In Monza werd hij vijfde, maar met twee maal de snelste ronde had hij 27 punten. Tweede in het wereldkampioenschap werd Renato Magi met de Morini en derde werd Umberto Masetti, eveneens met een Morini.
GP van Zwitserland
De 125cc-klasse was een volledig Italiaanse aangelegenheid. Nello Pagani won met zijn Mondial en reed ook de snelste ronde. Carlo Ubbiali deed het met zijn MV Agusta-tweetakt niet slecht: hij werd vierde door Umberto Masetti nipt te verslaan. 17 coureurs kwamen aan de start, waarvan er 15 de finish haalden.
Dutch TT
Mondial had zich eigenlijk in de kaarten laten kijken door in 1948 al met een viertaktmotor (de Mondial 125 Bialbero) te komen, terwijl de rest van de wereld nog met tweetaktmotoren racete. Dat had Moto Morini de kans gegeven te reageren, maar Nello Pagani had de Grand Prix van Zwitserland al gewonnen met bijna twee minuten voorsprong op Renato Magi (Morini). Ook in Assen won hij, en met nog slechts een race te gaan was hij al vrijwel zeker van de wereldtitel. Als Magi de GP des Nations zou winnen én de snelste ronde zou rijden had Pagani aan de vijfde plaats genoeg. Nu was zijn overwinning echter weer zeer overtuigend, driekwart minuut voor teamgenoot Oscar Clemencigh en meer dan een minuut voor Carlo Ubbiali die nog met een MV Agusta-tweetakt reed.
GP des Nations
In de 125cc-klasse was er weinig spanning, want alleen Carlo Ubbiali had nog een kleine theoretische kans om de wereldtitel van Nello Pagani af te snoepen. Pagani won echter en werd wereldkampioen, maar Ubbiali werd derde en behield zijn tweede plaats in het wereldkampioenschap.

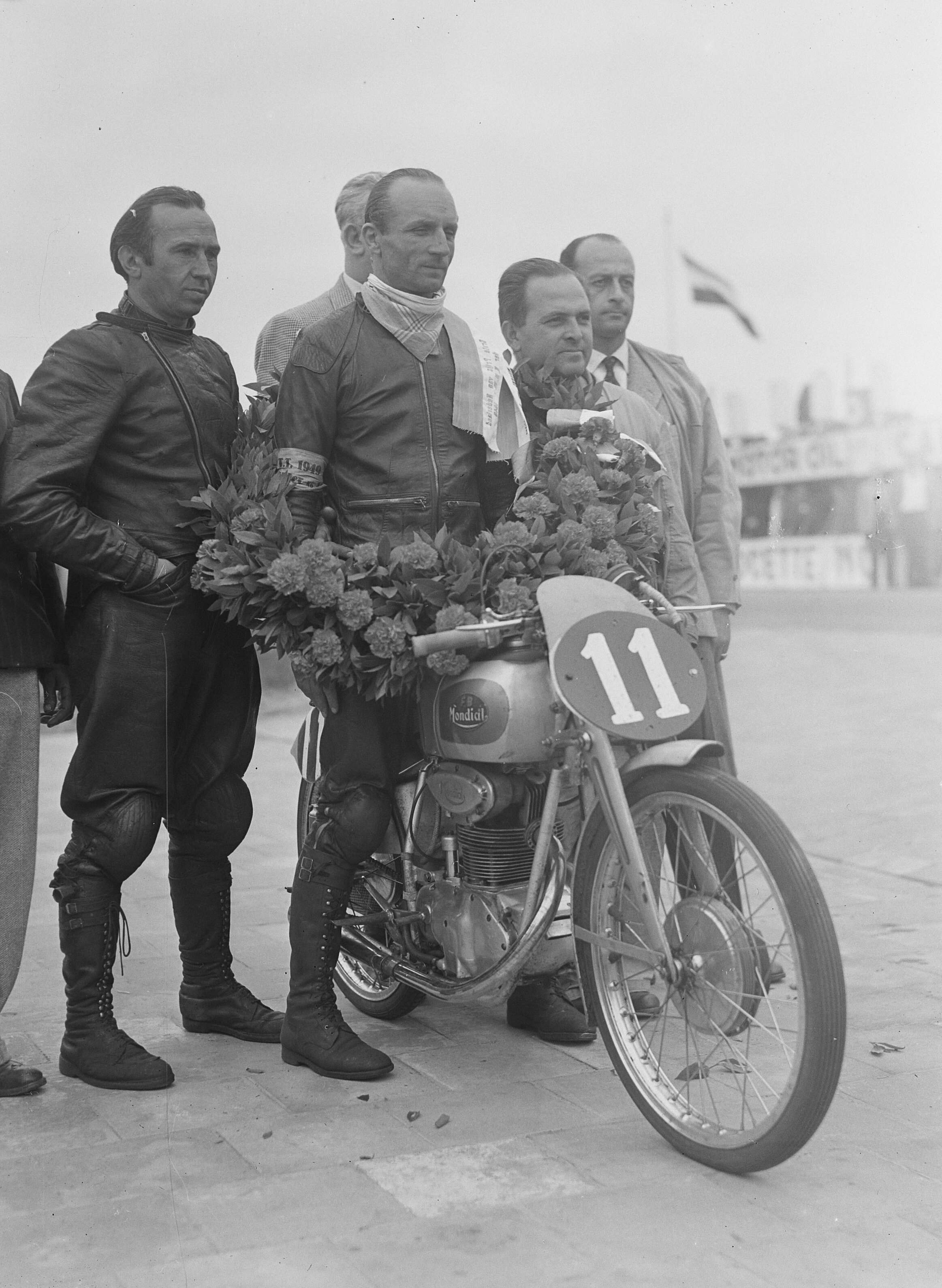
Nello Pagani werd wereldkampioen 125 cc en tweede in de 500cc-klasse.

### Uitslagen 125cc-klasse
|   | Datum       | Race               | Circuit    | 1e           | 2e               | 3e                | Snelste ronde |
| - | ----------- | ------------------ | ---------- | ------------ | ---------------- | ----------------- | ------------- |
| 1 | 3 juli      | GP van Zwitserland | Bremgarten | Nello Pagani | Renato Magi      | Celeste Cavaciuti | Nello Pagani  |
| 2 | 9 juli      | Dutch TT           | Assen      | Nello Pagani | Oscar Clemencigh | Carlo Ubbiali     | Nello Pagani  |
| 3 | 4 september | GP des Nations     | Monza      | Gianni Leoni | Umberto Masetti  | Umberto Braga     | Gianni Leoni  |

### Eindstand 125cc-klasse
| Pos. | Coureur         | Motorfiets | Ptn. |
| ---- | --------------- | ---------- | ---- |
| 1    | Nello Pagani    | Mondial    | 27   |
| 2    | Renato Magi     | Morini     | 14   |
| 3    | Umberto Masetti | Morini     | 13   |
| 3    | Carlo Ubbiali   | MV Agusta  | 13   |
| 5    | Gianni Leoni    | Mondial    | 11   |

| Pos. | Coureur           | Motorfiets | Ptn. |
| ---- | ----------------- | ---------- | ---- |
| 6    | Oscar Clemencigh  | Mondial    | 8    |
| 7    | Umberto Braga     | Mondial    | 7    |
| 7    | Celeste Cavaciuti | Mondial    | 7    |
| 9    | Franco Bertoni    | MV Agusta  | 6    |
| 10   | Giuseppe Matucci  | MV Agusta  | 5    |

### Constructeurstitel 125cc-klasse
| Pos. | Constructeur | Ptn. |
| ---- | ------------ | ---- |
| 1    | Mondial      | 33   |
| 2    | Morini       | 16   |
| 3    | MV Agusta    | 13   |

## Zijspanklasse 600cc
De zijspanklasse was tot het begin van het wereldkampioenschap soms wél en soms niet verreden tijdens het Europees kampioenschap. De Britten en de Italianen hadden er niet veel mee op. De Sidecar TT was in de jaren twintig enkele malen verreden, maar daarna weer afgeschaft. De eerste twee wedstrijden werden gewonnen door een gelegenheidsduo: Eric Oliver, die tot dan wel aan soloraces had deelgenomen, maar zonder succes, en Denis Jenkinson, een motorsportjournalist die geen geld had om zelf te racen maar als bakkenist kon meerijden én over de races kon schrijven. Zij reden met een Norton-Watsonian zijspancombinatie. De Italianen Ercole Frigerio en Lorenzo Dobelli werden met een Gilera tweede in het kampioenschap en de Belgisch-Britse combinatie Frans Vanderschrick/Martin Whitney werd dankzij twee tweede plaatsen derde in het WK.
GP van Zwitserland
Eric Oliver en Denis Jenkinson lieten er geen misverstand over bestaan wie de beste was. Ze wonnen zeer ruim voor Ercole Frigerio/Lorenzo Dobelli, die met een Gilera Saturno-blok reden en het met de tweede plaats nog verrassend goed deden.
16 combinaties haalden de finish.
GP van België
Eric Oliver en Denis Jenkinson wonnen hun tweede zijspanrace en omdat er maar drie races waren, kon niemand ze meer passeren in het wereldkampioenschap. Frans Vanderschrick werd in zijn thuisrace tweede. Bij Blanchimont verongelukte de combinatie Edouard Bruylant/Hurst. Hurst overleed ter plaatse, Bruylant enkele dagen later in het ziekenhuis.
GP des Nations
In de zijspanklasse reed men om des keizers baard, want Eric Oliver en Denis Jenkinson waren al wereldkampioen. Ercole Frigerio won de race en werd tweede in het kampioenschap, voor Frans Vanderschrick/Martin Whitney die voor de tweede keer tweede werden.

### Uitslagen zijspanklasse

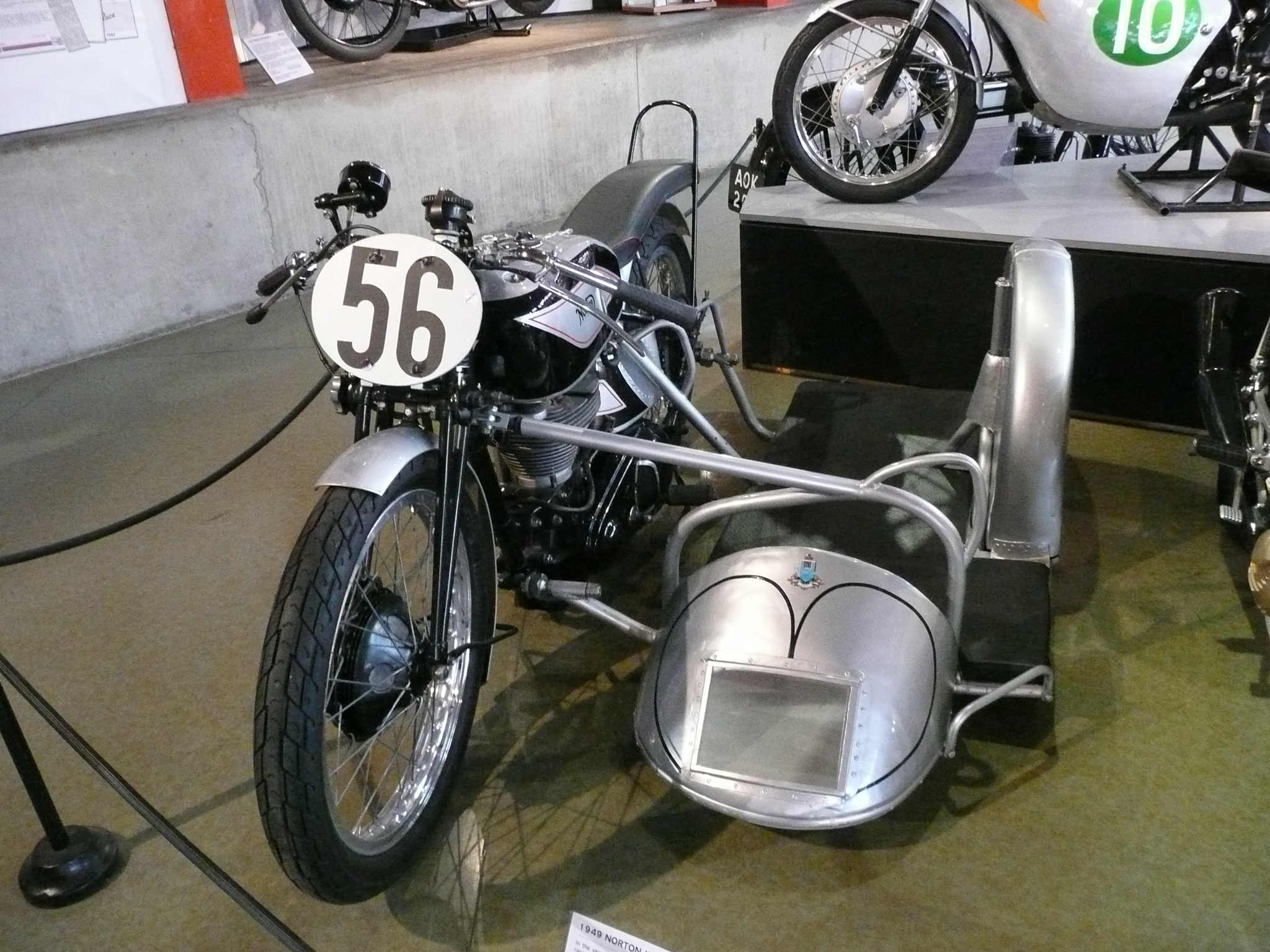
Norton-Watsonian van Pip Harris uit 1949

|   | Datum       | Race               | Circuit           | 1e                                | 2e                                   | 3e                                | Snelste ronde                     |
| - | ----------- | ------------------ | ----------------- | --------------------------------- | ------------------------------------ | --------------------------------- | --------------------------------- |
| 1 | 3 juli      | GP van Zwitserland | Bremgarten        | Eric Oliver / Denis Jenkinson     | Ercole Frigerio / Lorenzo Dobelli    | Hans Haldemann / Herbert Läderach | Eric Oliver / Denis Jenkinson     |
| 2 | 17 juli     | GP van België      | Spa-Francorchamps | Eric Oliver / Denis Jenkinson     | Frans Vanderschrick / Martin Whitney | Ernesto Merlo / Aldo Veglio       | Hans Haldemann / Herbert Läderach |
| 3 | 4 september | GP des Nations     | Monza             | Ercole Frigerio / Lorenzo Dobelli | Frans Vanderschrick / Martin Whitney | Albino Milani / Ezio Ricotti      | Eric Oliver / Denis Jenkinson     |

### Eindstand zijspanklasse
| Pos. | Coureur             | Bakkenist        | Motorfiets | Ptn. |
| ---- | ------------------- | ---------------- | ---------- | ---- |
| 1    | Eric Oliver         | Denis Jenkinson  | Norton     | 28   |
| 2    | Ercole Frigerio     | Lorenzo Dobelli  | Gilera     | 18   |
| 3    | Frans Vanderschrick | Martin Whitney   | Norton     | 16   |
| 4    | Ernesto Merlo       | Aldo Veglio      | Gilera     | 13   |
| 5    | Albino Milani       | Ezio Ricotti     | Gilera     | 12   |
| 6    | Hans Haldemann      | Herbert Läderach | Norton     | 7    |
| 7    | Jakob Keller        | Ernst Brutschi   | Gilera     | 6    |
| 7    | Roland Benz         | Max Hirzel       | BMW        | 6    |
| 9    | Pip Harris          | Neil Smith       | Norton     | 5    |

### Constructeurstitel zijspanklasse
| Pos. | Constructeur | Ptn. |
| ---- | ------------ | ---- |
| 1    | Norton       | 31   |
| 2    | Gilera       | 25   |
| 3    | BMW          | 6    |

## Trivia

### Les Graham
Les Graham werd wereldkampioen 500 cc toen hij 37 jaar en 341 dagen oud was. In 2018 was hij daarmee nog steeds de oudste wereldkampioen.
1949 · 
1950 · 
1951 · 
1952 · 
1953 · 
1954 · 
1955 · 
1956 · 
1957 · 
1958 · 
1959 · 
1960 · 
1961 · 
1962 · 
1963 · 
1964 · 
1965 · 
1966 · 
1967 · 
1968 · 
1969 · 
1970 · 
1971 · 
1972 · 
1973 · 
1974 · 
1975 · 
1976 · 
1977 · 
1978 · 
1979 · 
1980 · 
1981 · 
1982 ·
1983 · 
1984 · 
1985 · 
1986 · 
1987 · 
1988 · 
1989 · 
1990 · 
1991 · 
1992 · 
1993 · 
1994 · 
1995 · 
1996 · 
1997 · 
1998 · 
1999 · 
2000 · 
2001 · 
2002 · 
2003 · 
2004 · 
2005 · 
2006 · 
2007 · 
2008 · 
2009 · 
2010 · 
2011 · 
2012 · 
2013 · 
2014 · 
2015 · 
2016 · 
2017 · 
2018 · 
2019 · 
2020 · 
2021 · 
2022 · 
2023 · 
2024 · 
2025